# Fuentes de Ebro (kommunhuvudort)
Fuentes de Ebro är en kommunhuvudort i Spanien.   Den ligger i provinsen Provincia de Zaragoza och regionen Aragonien, i den nordöstra delen av landet, 280 km öster om huvudstaden Madrid. Fuentes de Ebro ligger 198 meter över havet och antalet invånare är 4 150.
Terrängen runt Fuentes de Ebro är platt åt sydväst, men åt nordost är den kuperad. Runt Fuentes de Ebro är det glesbefolkat, med 18 invånare per kvadratkilometer. Fuentes de Ebro är det största samhället i trakten. Trakten runt Fuentes de Ebro består till största delen av jordbruksmark.